# Федоровське (Ленінградська область)
Федоровське (рос. Фёдоровское) — міське селище у Тосненському районі Ленінградської області Російської Федерації.
Населення становить 3653 особи. Належить до муніципального утворення Федоровське міське поселення.

## Історія
Населений пункт розташований на історичній землі Іжорія.
Згідно із законом від 22 грудня 2004 року № 116-оз належить до муніципального утворення Федоровське міське поселення.

## Населення
| 2002 | 2007  | 2010  | 2017  | 2018  | 2019  | 2020  |
| ---- | ----- | ----- | ----- | ----- | ----- | ----- |
| 3028 | ↘3020 | ↘2906 | ↗3220 | ↗3338 | ↗3599 | ↗3653 |